# TeamViewer
TeamViewer este un software de acces și control de la distanță pentru calculatoare, care permite întreținerea calculatoarelor și a altor dispozitive. A fost lansat pentru prima dată în 2005, iar funcționalitatea sa s-a extins pas cu pas. TeamViewer este un software proprietar are necesită înregistrare și este gratuit pentru utilizare necomercială. A fost instalat pe mai mult de două miliarde de dispozitive. TeamViewer este produsul principal al companiei de dezvoltare TeamViewer SE.

## Istoric
Rossmanith GmbH a lansat prima versiune a software-ului TeamViewer în 2005, la acea vreme încă bazat pe proiectul VNC. Furnizorul de servicii IT dorea să evite deplasările inutile la clienți și să efectueze sarcini precum instalarea de software de la distanță. Dezvoltarea a avut un mare succes și a dat naștere TeamViewer GmbH, care astăzi operează ca TeamViewer Germany GmbH și este parte a TeamViewer SE.

## Sisteme de operare
TeamViewer este disponibil pentru majoritatea computerelor desktop cu sisteme de operare comune, inclusiv Microsoft Windows și Windows Server, precum și macOS Apple. Există, de asemenea, pachete pentru mai multe distribuții Linux și derivate, de exemplu, Debian, Ubuntu, Red Hat, și Fedora Linux. În plus, există Raspberry Pi OS, o variantă Debian pentru Raspberry Pi.
TeamViewer este disponibil și pentru smartphone-uri și tablete cu sistem de operare Android sau Apple iOS/IPadOS⁠(d), cu funcționalitate foarte limitată pentru sistemele de operare bazate pe Linux. Suportul pentru Windows Phone și Windows Mobile a fost eliminat treptat după ce Microsoft a întrerupt suportul pentru cele două sisteme de operare.

## Funcționalitate
Funcționalitatea TeamViewer diferă în funcție de dispozitiv și de varianta sau versiunea de software. Nucleul TeamViewer este accesul de la distanță la computere și alte puncte terminale, precum și controlul și întreținerea acestora. După stabilirea conexiunii, ecranul de la distanță este vizibil pentru utilizatorul de la celălalt punct terminal. Ambele puncte terminale pot trimite și primi fișiere, precum și accesa un clipboard partajat, de exemplu. În plus, unele funcții facilitează colaborarea în echipă, cum ar fi transmisiile audio și video prin telefonie IP.
În ultimii ani, funcționalitatea software-ului a fost optimizată în special pentru utilizarea în companii mari. În acest scop, a fost dezvoltată varianta enterprise TeamViewer Tensor. Cu TeamViewer Pilot, TeamViewer vinde software pentru asistență la distanță cu elemente de realitate augmentată. TeamViewer oferă interfețe cu alte aplicații și servicii, de exemplu de la Microsoft (Teams), Salesforce⁠(d), ServiceNow, și Atera Networks. Soluția este disponibilă în aproape toate țările și acceptă peste 30 de limbi.

## Politica de licență
Clienții privați pot utiliza gratuit un subset limitat de funcții în scopuri necomerciale. Există un număr maxim de trei dispozitive gestionate pentru conturile gratuite. VPN, Wake-on-LAN, sincronizarea fișierelor, audio, video și chat au fost dezactivate. Pentru utilizarea comercială a software-ului trebuie plătite taxe. Companiile și alți clienți comerciali trebuie să se înscrie pentru un abonament. Prețurile pentru utilizarea software-ului sunt reduse în funcție de numărul de utilizatori, precum și de numărul de sesiuni simultane. Actualizările sunt lansate lunar și sunt incluse pentru toți utilizatorii.
Din 2021, accesul gratuit la TeamViewer 15 pentru versiunile anterioare a fost depreciat. Din 2023, nu mai este posibilă o achiziție unică a aplicației. TeamViewer a contactat unii utilizatori pentru a încerca să îi determine să își convertească licența perpetuă la modelul de abonament. Pentru anularea abonamentelor anuale, aceasta trebuie făcută în termen de 28 de zile de la abonarea la serviciu sau la reînnoirea licenței. Acest lucru a fost criticat, dar contestațiile au fost respinse de instanțele federale din California; instanțele au considerat că reînnoirea automată era suficientă în conformitate cu legislația din California.

## Securitate
Conexiunile de intrare și de ieșire sunt posibile în egală măsură prin intermediul internetului sau al rețelelor locale. Dacă se dorește, TeamViewer poate rula ca un serviciu de sistem Windows, ceea ce permite accesul nesupravegheat prin TeamViewer. Există, de asemenea, o versiune portabilă a software-ului care rulează complet fără instalare, de exemplu prin intermediul unui suport de date USB.
Conexiunea este stabilită utilizând ID-uri și parole unice generate automat. Înainte de fiecare conexiune, serverele de rețea TeamViewer verifică validitatea ID-urilor ambelor puncte terminale. Securitatea este sporită de amprenta digitală, care permite utilizatorilor să furnizeze o dovadă suplimentară a identității dispozitivului de la distanță. Parolele sunt protejate împotriva atacurilor prin forță brută, în special prin creșterea exponențială a timpului de așteptare între încercările de conectare. TeamViewer oferă funcții de securitate suplimentare, cum ar fi autentificarea cu doi factori, liste de blocare și autorizare.
Înainte de a stabili o conexiune, TeamViewer verifică mai întâi configurația dispozitivului și a rețelei pentru a detecta restricțiile impuse de firewall-uri și alte sisteme de securitate. De obicei, se poate stabili o conexiune TCP/UDP directă, astfel încât nu trebuie deschise porturi suplimentare. În caz contrar, TeamViewer recurge la alte căi, cum ar fi un tunel HTTP.
Indiferent de tipul de conexiune selectat, datele sunt transferate exclusiv prin canale de date securizate. TeamViewer include criptarea end-to-end bazată pe RSA (4096 biți) și AES (256 biți). Potrivit producătorului, atacurile „man-in-the-middle” nu sunt posibile în principiu. Acest lucru este garantat de schimbul semnat de două perechi de chei.

## Abuz

### Escrocherii de asistență tehnică
TeamViewer și programele similare pot fi utilizate în mod abuziv pentru escrocherii legate de asistența tehnică. În acest proces, atacatorii pretind că sunt angajați ai unor companii cunoscute pentru a obține controlul asupra calculatoarelor victimelor lor. Ei folosesc apoi un pretext pentru a obține bani de la victimele lor. Din acest motiv, furnizorul britanic de internet TalkTalk a blocat permanent traficul de date al programului. TeamViewer condamnă toate formele de utilizare abuzivă a programului, oferă sfaturi pentru utilizarea în siguranță și oferă o modalitate de investigare a incidentelor corespunzătoare.

### Acces la cont
În iunie 2016, sute de utilizatori TeamViewer au raportat că le-au fost accesate computerele de către o adresă neautorizată din China și că le-au fost deturnate conturile bancare. TeamViewer a atribuit rezultatul „utilizării neglijente a parolei” de către utilizatori și a negat orice responsabilitate, afirmând că „nici TeamViewer nu a fost piratat și nici nu există o gaură de securitate, TeamViewer este sigur de utilizat și dispune de măsuri de securitate adecvate în vigoare. Dovezile noastre indică utilizarea neglijentă ca fiind cauza problemei raportate, câțiva pași suplimentari vor preveni eventualele abuzuri.”
În iunie 2024, TeamViewer a detectat o breșă în rețeaua sa corporativă, atribuită grupului APT29 legat de Rusia. Intruziunea în infrastructura IT a companiei, folosind acreditările unui angajat standard, a fost detectată la 26 iunie 2024. Echipa de securitate a TeamViewer, împreună cu experți externi în securitate cibernetică, a lansat imediat o investigație, ajungând la concluzia că atacul s-a limitat la mediul IT intern al companiei, fără a afecta datele clienților sau sistemele produselor. În ciuda unei alerte din partea NCC Group cu privire la un compromis semnificativ, TeamViewer nu a găsit nicio dovadă a unui impact mai larg.